# Bayunggede
Bayunggede is een bestuurslaag in het regentschap Bangli van de provincie Bali, Indonesië. Bayunggede telt 2568 inwoners (volkstelling 2010).